# Marguerite Gachet

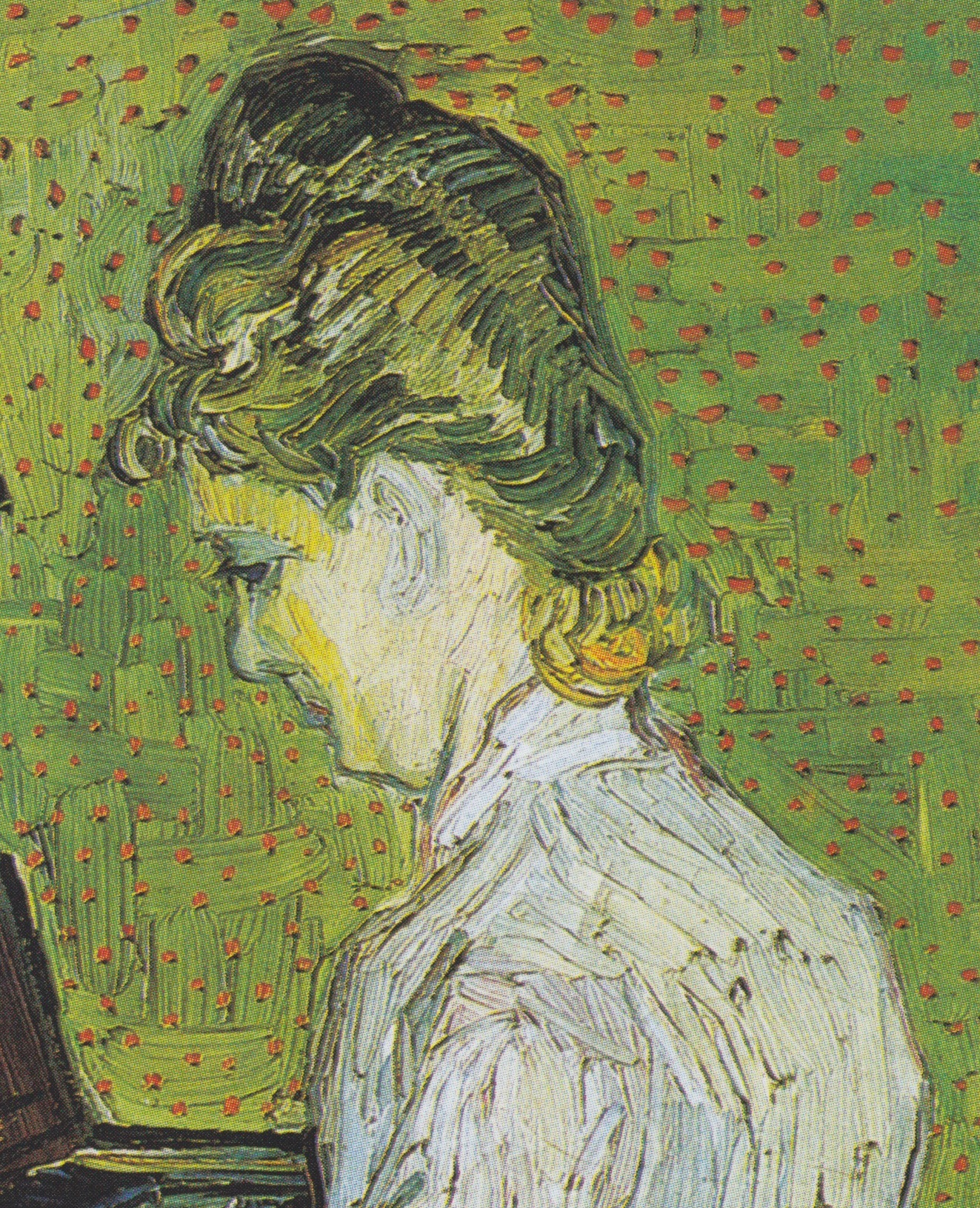
Marguerite Gachet, Juni 1890

Clémentine Elisa Marguerite Gachet (* 21. Juni 1869 in Paris; † 8. November 1949 in Auvers-sur-Oise) war ein französisches Malermodell, das unter anderem von Vincent van Gogh gemalt wurde. Sie pflegte zusammen mit ihrem Bruder die von ihrem Vater Paul Gachet geerbte Kunstsammlung, die sie später dem französischen Staat übergab.

## Leben
Marguerite Gachet war die Tochter des in Paris praktizierenden Nervenarztes Paul Gachet (1828–1909) und von Blanche Elisa Castets (1840–1875), die eine talentierte Musikerin war. 1872 zog die Familie wegen der Tuberkuloseerkrankung der Mutter in das ländliche Auvers-sur-Oise, wo Marguerite Gachet mit ihrem vier Jahre jüngeren Bruder Paul-Louis Gachet junior (* 21. Juni 1873) aufwuchs. 1875 verlor sie im Alter von sechs Jahren ihre Mutter. Nach deren Tod blieb ihr Klavier im Salon des Hauses und wurde von Marguerite Gachet gespielt, die die musikalische Tradition der Familie fortführte.

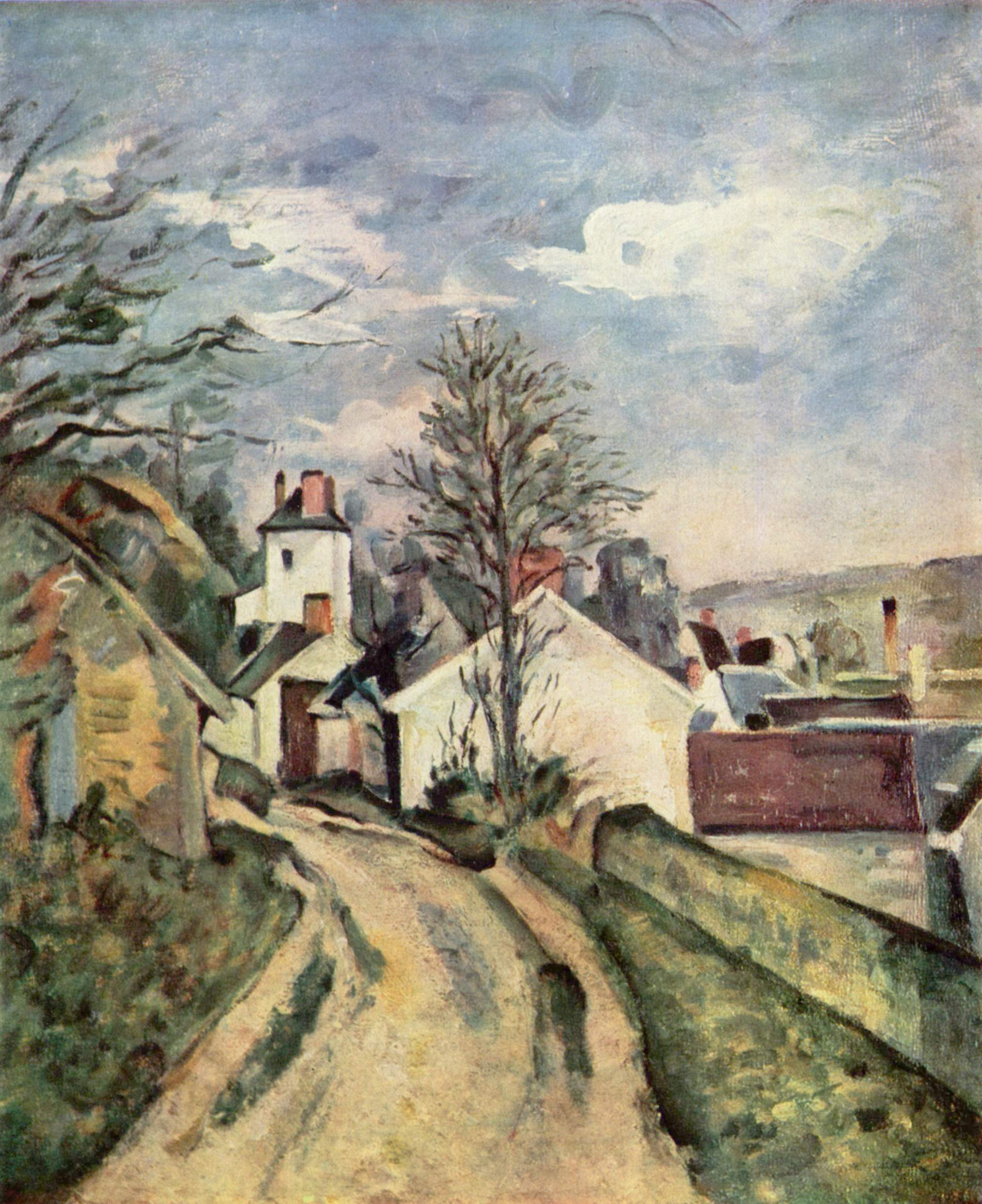
La Maison du Dr. Gachet, Paul Cézanne, um 1873
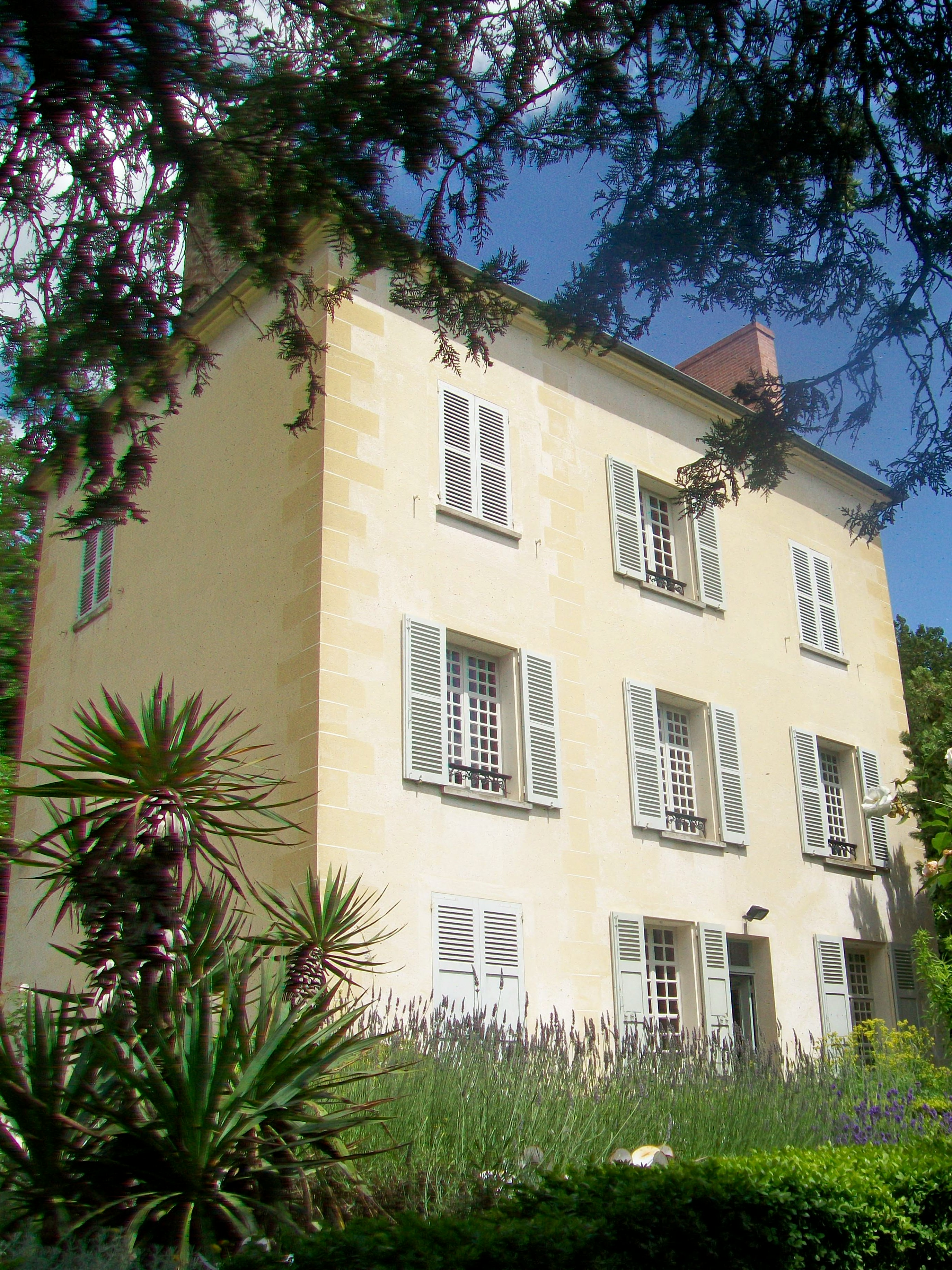
Haus der Familie Gachet
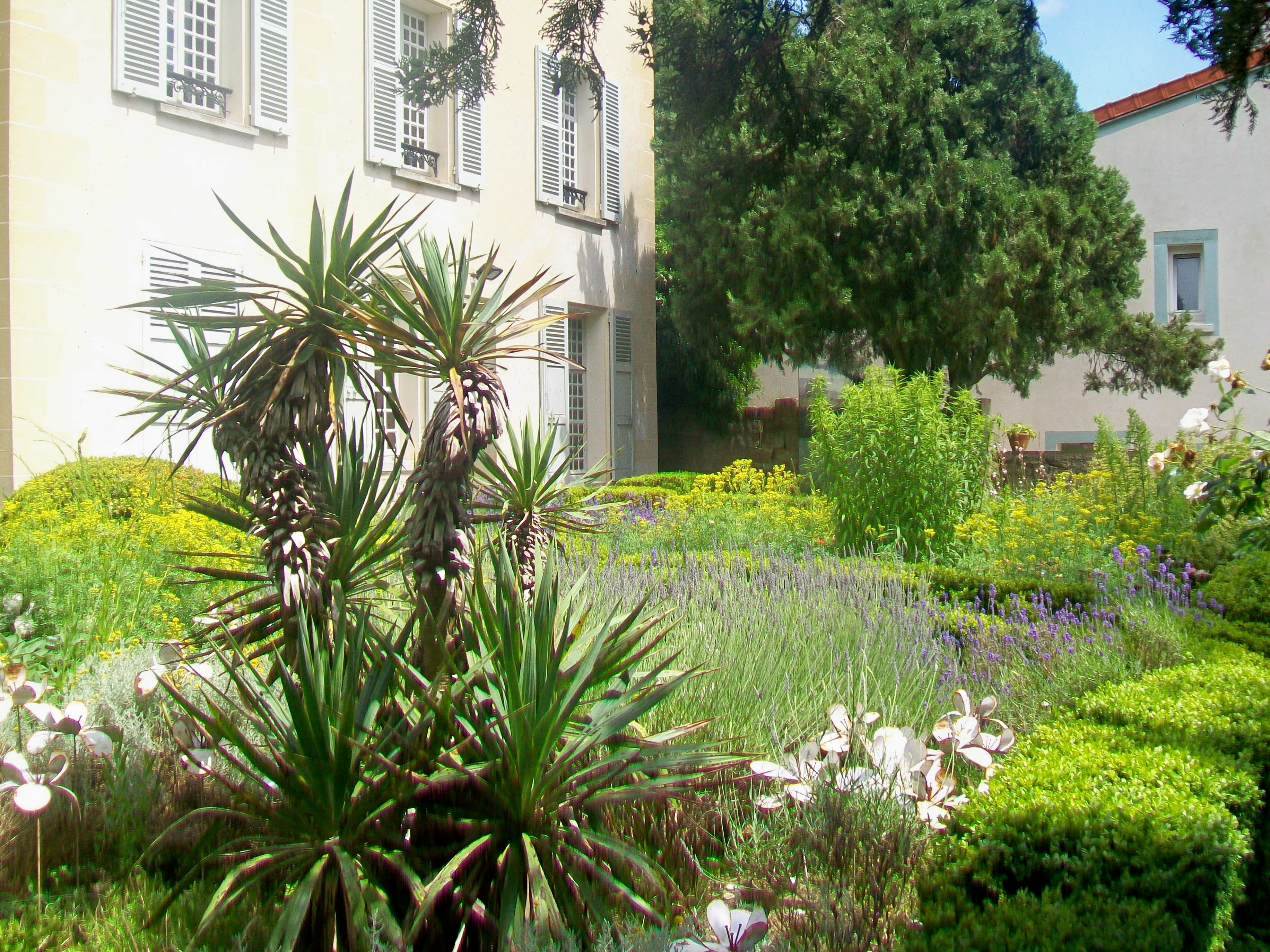
Garten hinter dem Haus der Familie Gachet
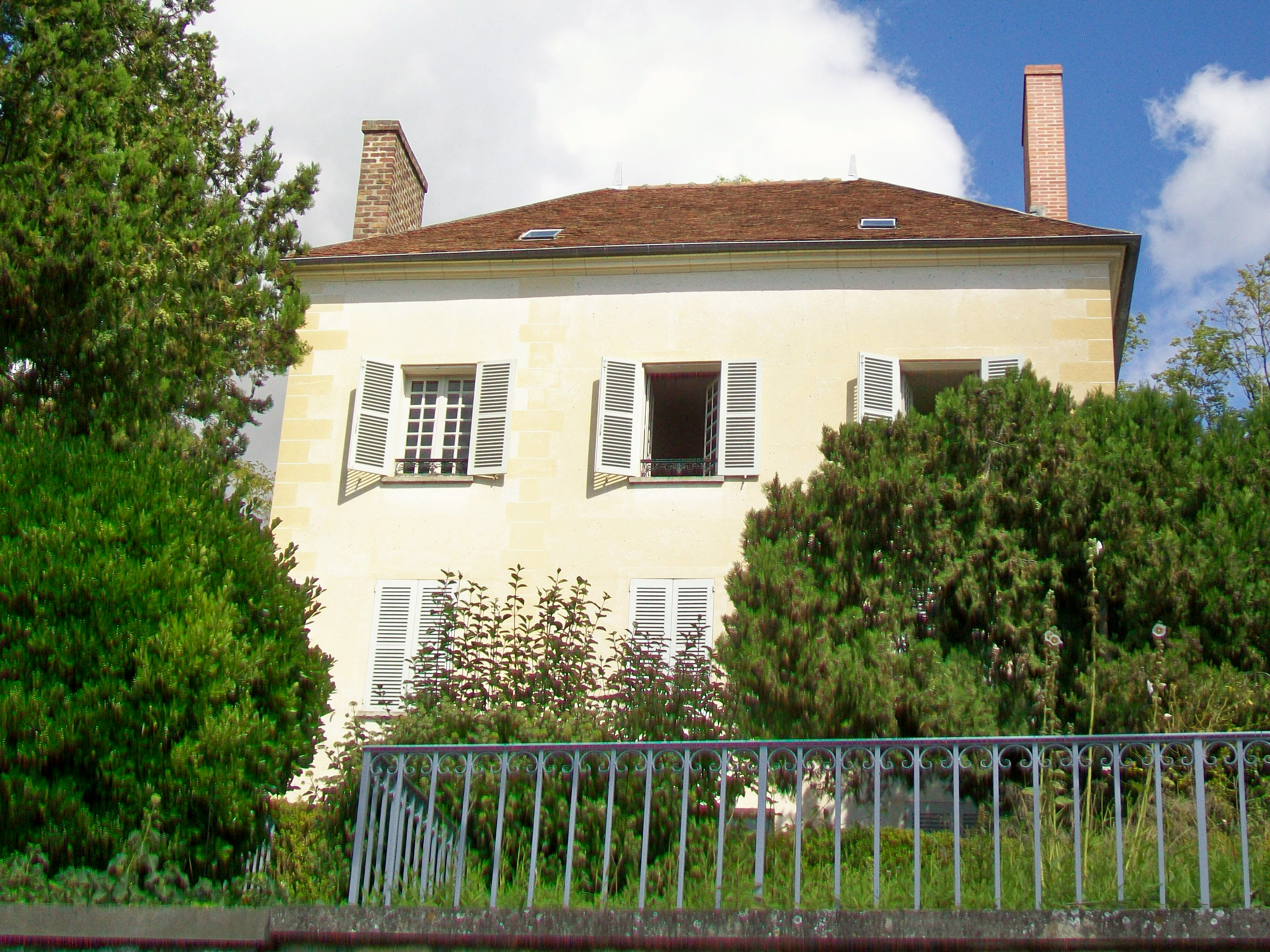
Haus der Familie Gachet

Ihr Vater war neben seiner Arzttätigkeit Amateurmaler und befreundet oder bekannt mit führenden impressionistischen Malern. Marguerite Gachet hatte bereits in frühen Jahren Kontakt zu verschiedenen Malern, die sich zum Arbeiten im Ort aufhielten und ihren Vater besuchten oder konsultierten. Paul Cézanne hatte als Gast Gachets das Dachstudio mit ihm zusammen hergerichtet und zum Arbeiten nutzen dürfen und hatte ihr Elternhaus mehrfach gemalt. Im Haus hingen Bilder dieser Maler, vor allem von Paul Cezanne. Auch der im nahen Pontoise ansässige Impressionist Camille Pissarro zählte zu den Besuchern sowie Armand Guillaumin.
Marguerite Gachet lernte Van Gogh kennen, als sie zwanzig war. Ihr Vater hatte Van Gogh nach Auvers-sur-Oise eingeladen und behandelte ihn ärztlich. Van Gogh traf am 20. Mai 1890 ein und wohnte im Gasthof Ravoux. Einmal wöchentlich war er bei Gachet, der sich von seiner Malerei sehr angetan zeigte, zum Essen eingeladen, hielt sich aber öfter im Haus auf, um zu arbeiten, den Garten und später Marguerite Gachet zu malen. Um den 27. Mai 1890 herum malte Van Gogh das Gartenbild Dans le jardin du docteur Gachet. Das Bild Mademoiselle Gachet au jardin mit Marguerite Gachet im Garten der Familie entstand kurz darauf am 1. Juni 1890. Das Datum gilt als gesichert, da Van Gogh das Gemälde mit Zypressen und Blumen und der „weißen Figur“, die er einbezog, in seinen häufigen Briefen an seinen Bruder Theo van Gogh detailliert beschrieb. Etwas später fertigte Van Gogh Vorzeichnungen von Marguerite Gachet am Klavier, die noch heute erhalten sind. Es war wahrscheinlich Dr. Gachets Idee, seine Tochter am Klavier darzustellen. 1873 hatte er selbst eine Radierung angefertigt, auf der seine Frau Blanche Klavier spielte. Am 3. Juni schrieb Van Gogh an seinen Bruder Theo, dass er glaube, dass Theos Frau „Jo mit Marguerite gut auskommen würde“. Am 28. Juni schrieb er ihm erneut, um ihm mitzuteilen, dass er mit dem Malen begonnen habe. Sein Brief an Theo vom 28. Juni enthält unter anderem eine Skizze des Bildes. Marguerite Gachet erhielt das Gemälde Marguerite Gachet au piano am 29. Juni 1890 als Geschenk.
Van Goghs Pläne eines weiteren Bildes, für das Marguerite Gachet ihm Modell stehen sollte, erfüllten sich nicht. Am 27. Juli 1890 schoss er sich in die Brust und starb zwei Tage später im Beisein seines Bruders. Marguerite Gachet nahm nicht an der Beerdigung teil. Das Bild von ihr am Klavier hängte sie in einem schlichten weißen Rahmen zwischen zwei große japanische Drucke weiblicher Figuren von Keisai Eisen in ihrem Zimmer auf, wo es jahrzehntelang blieb. Spätere Mutmaßungen, dass Marguerite Gachet sich zu Van Gogh hingezogen fühlte oder er eine unerwiderte Zuneigung zu ihr gefasst hatte, ließen sich nicht belegen.

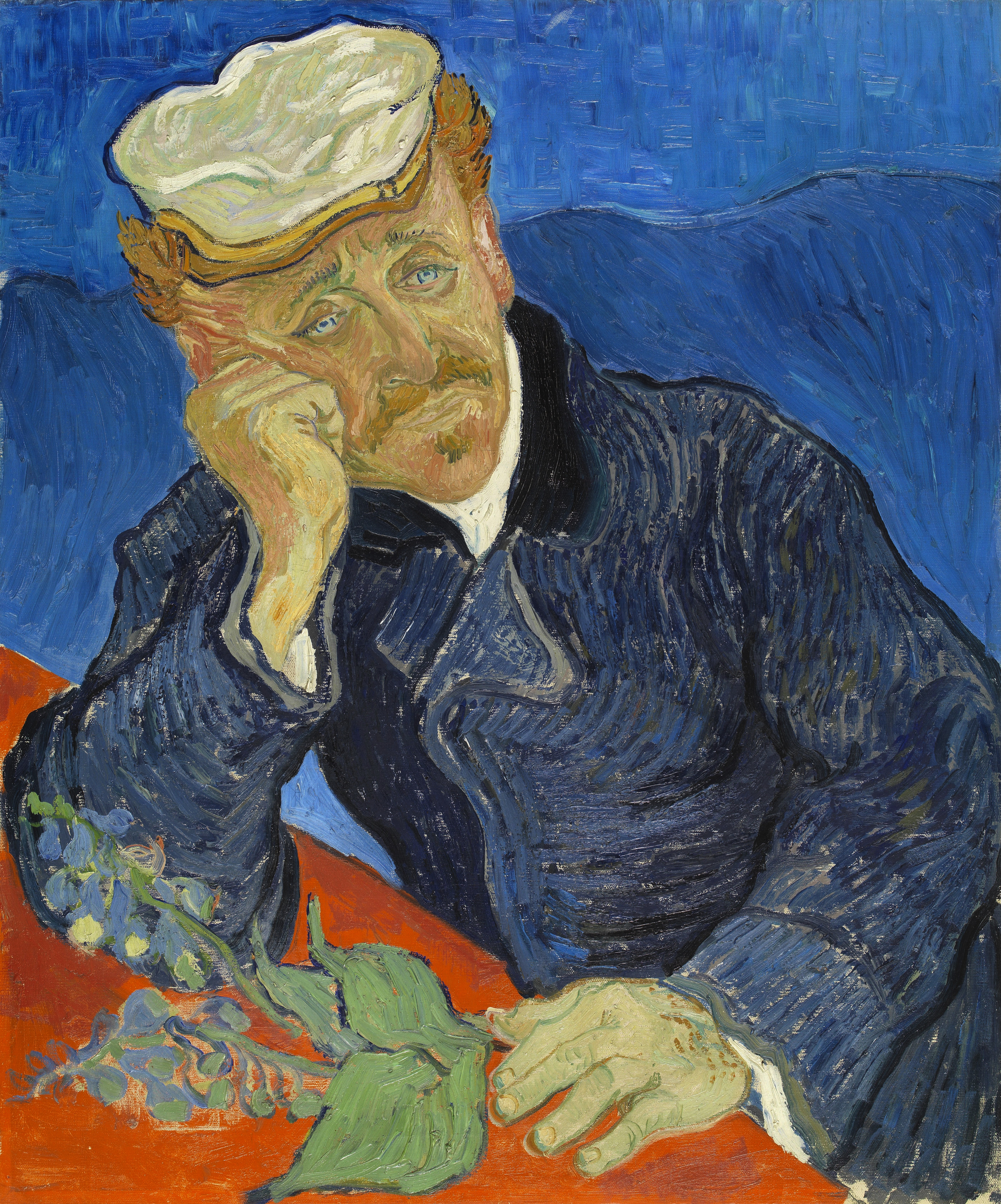
Dr. Paul Gachet, Van Gogh, 1890
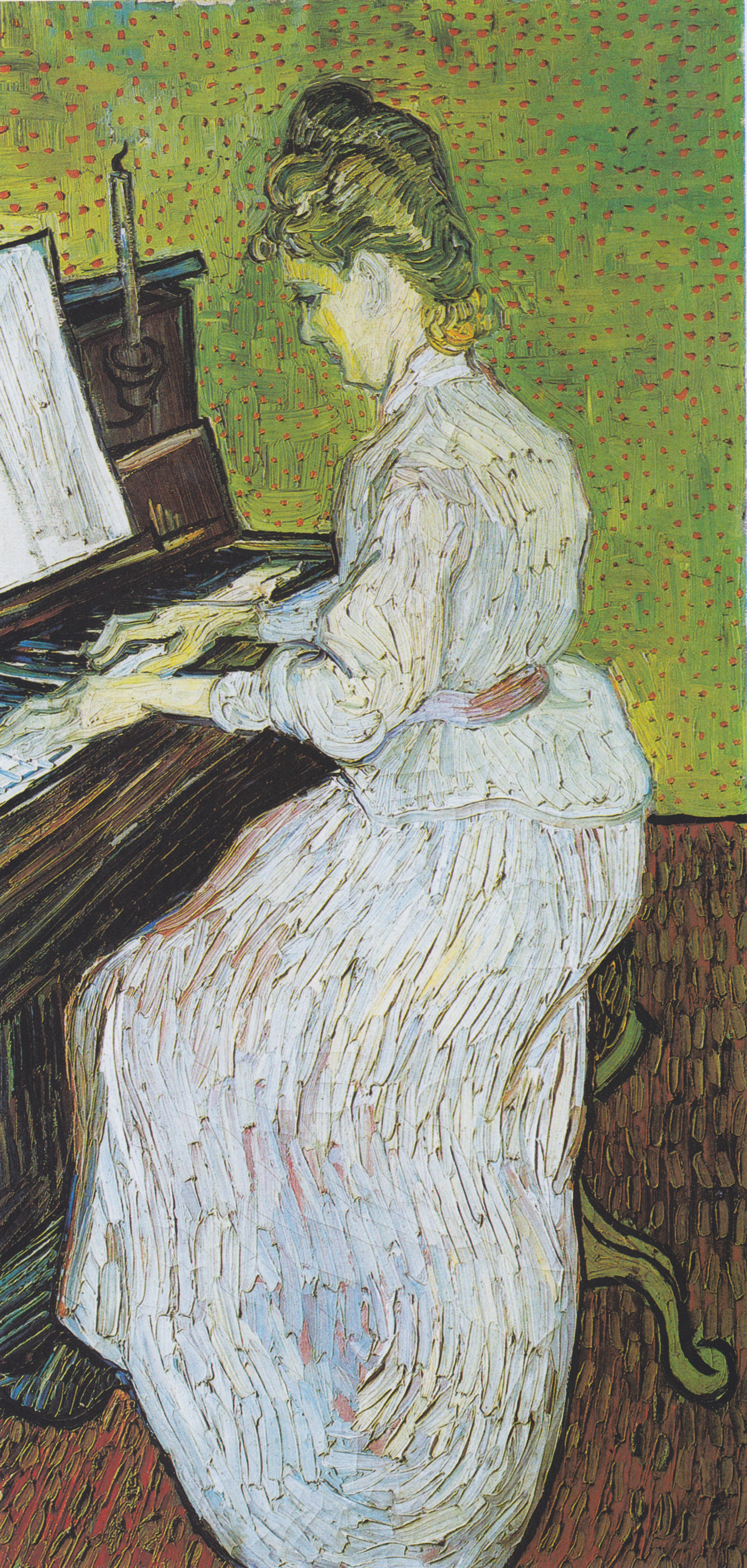
Marguerite Gachet au piano, Van Gogh, 1890
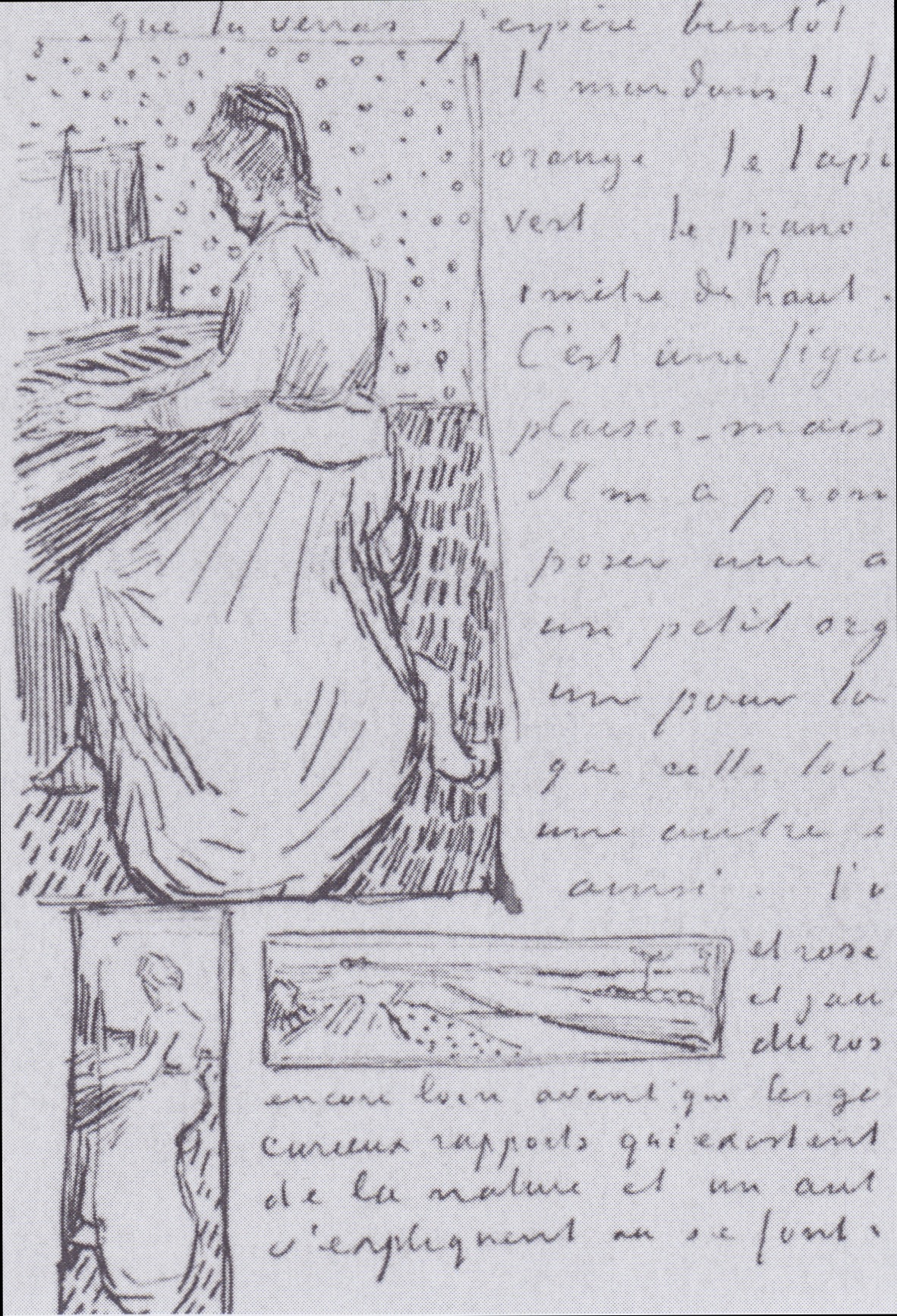
Skizze im Brief, Van Gogh, 1890
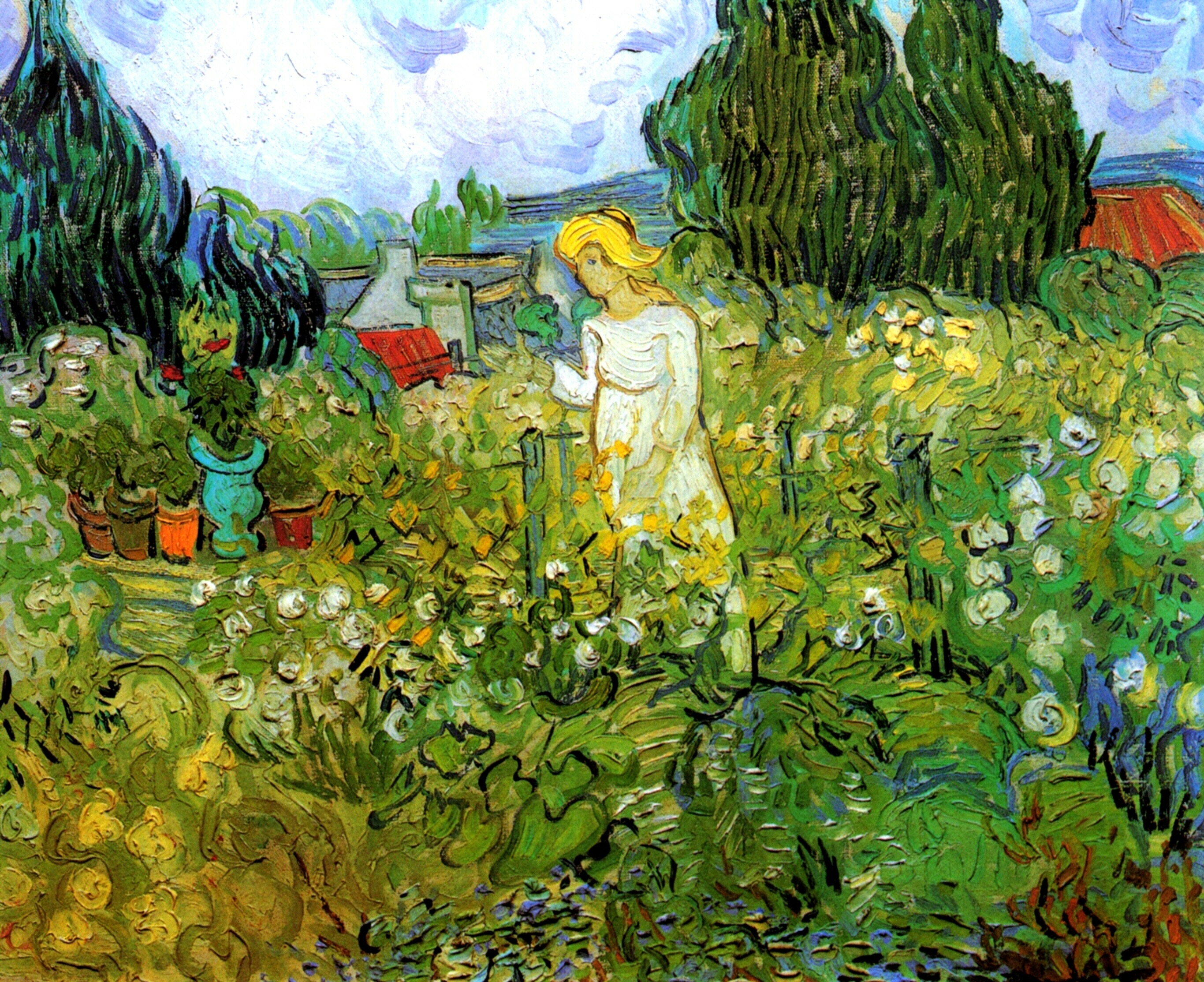
Mademoiselle Gachet au jardin, Van Gogh, 1890
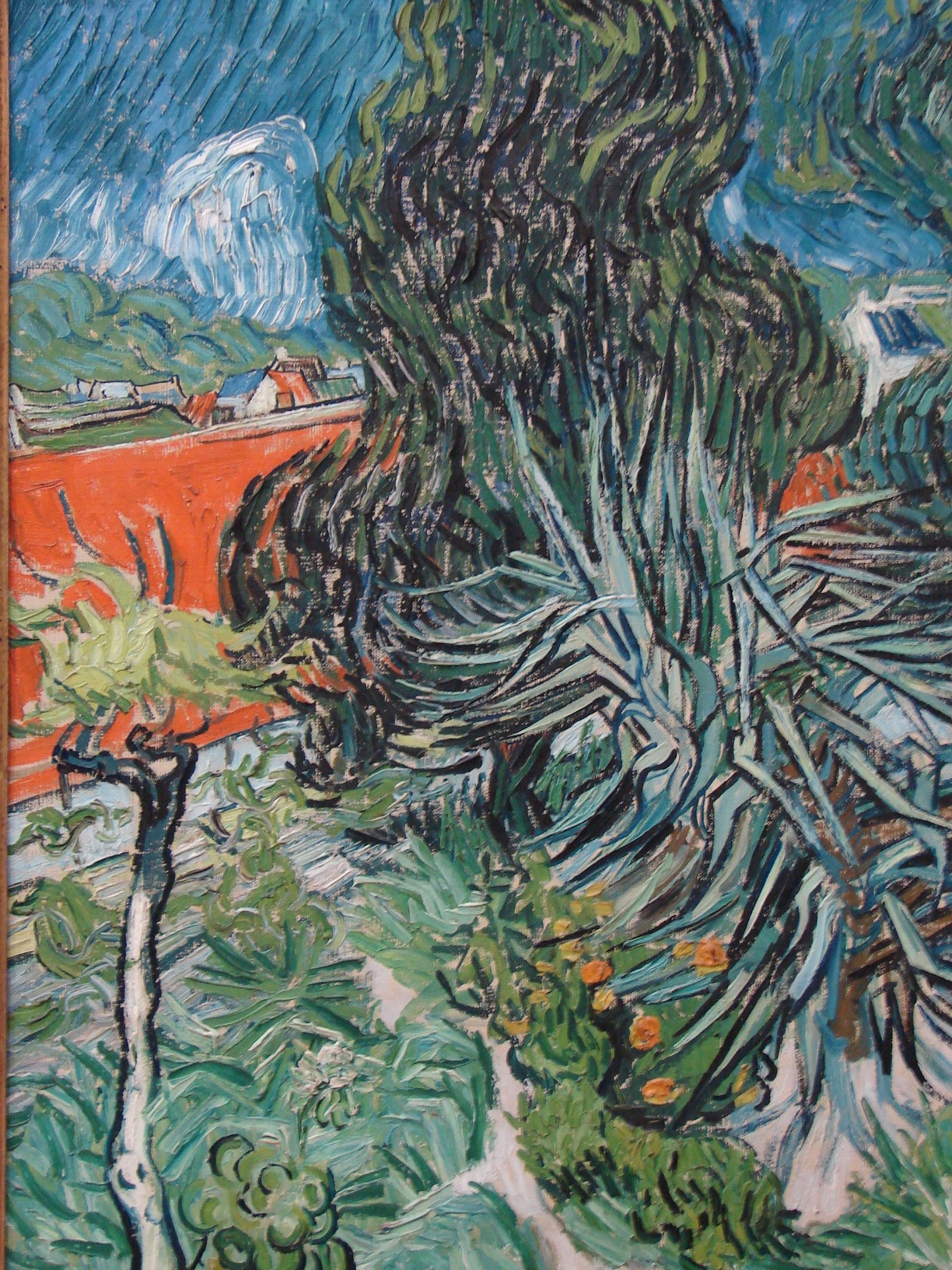
Dans le jardin du docteur Gachet, Van Gogh, 1890
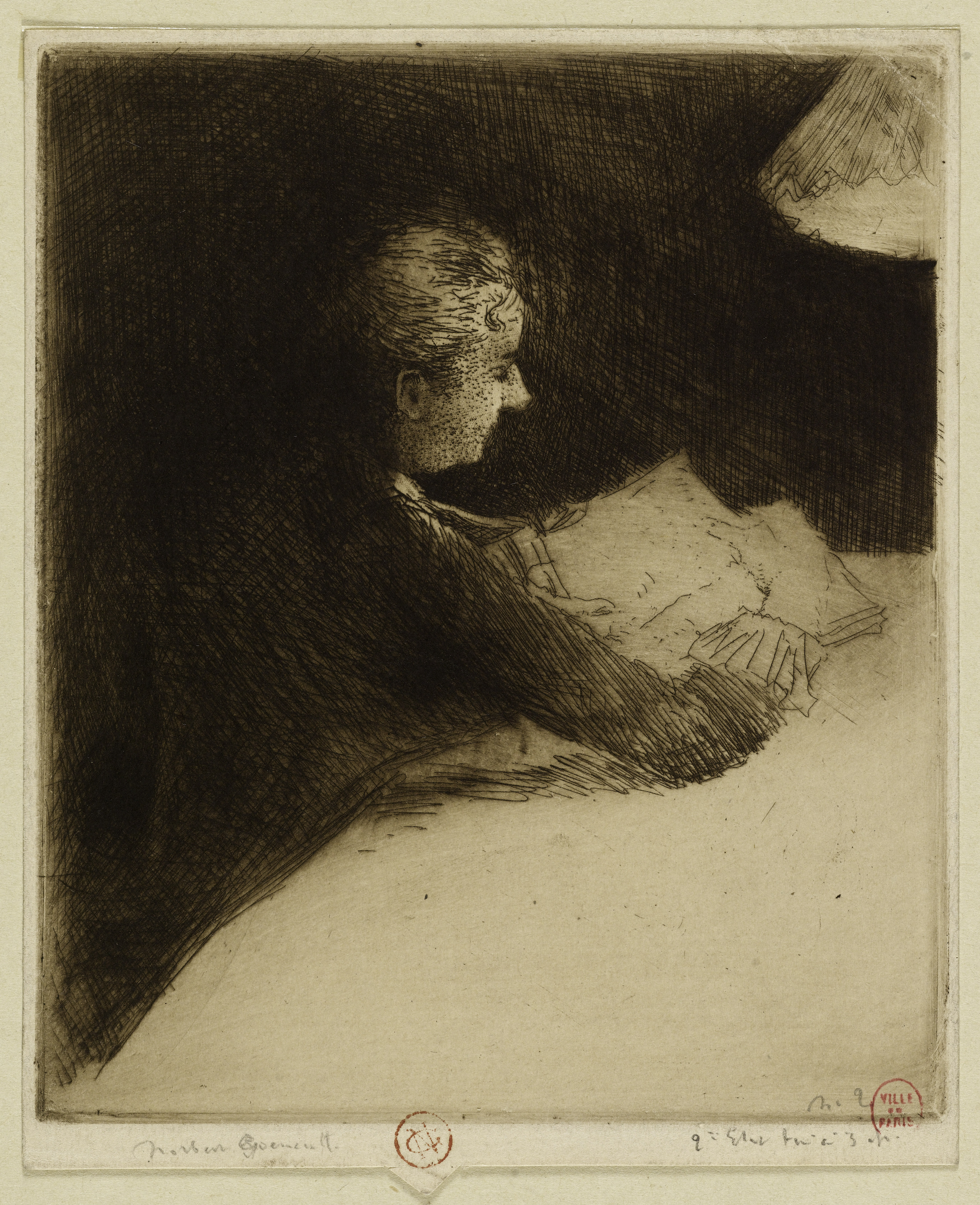
Marguerite Gachet à la Lanterne, Norbert Goeneutte, zwischen 1891 und 1894
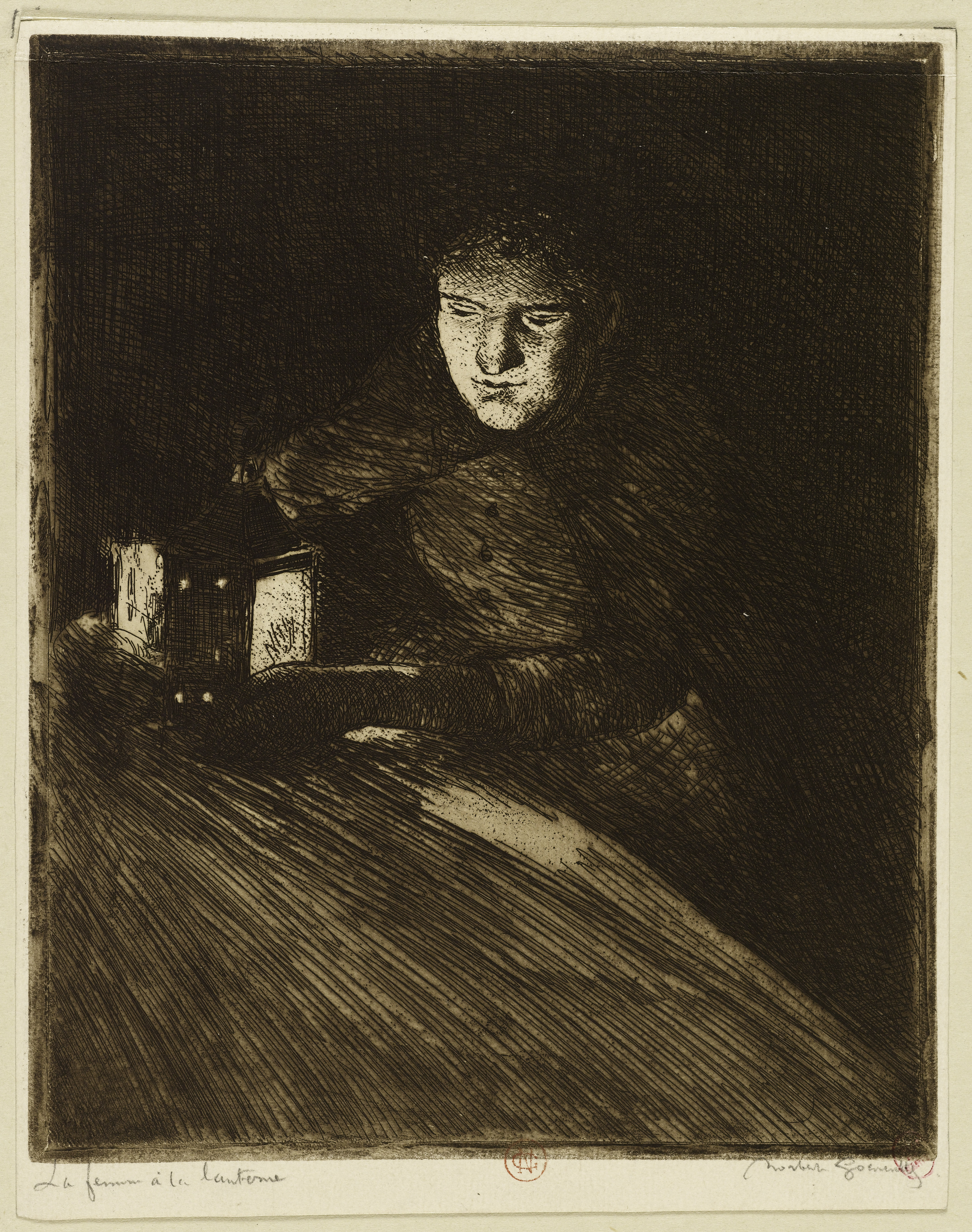
Marguerite Gachet à la Lanterne, Norbert Goeneutte, zwischen 1891 und 1894

Marguerite Gachet stand noch weiteren Künstlern Modell. Der französische Maler und Grafiker Norbert Goeneutte, der ab 1891 in Auvers-sur-Oise lebte und sich ebenfalls von Paul Gachet behandeln ließ, fertigte zwischen 1891 und 1894 einige Kaltnadelradierungen, die unter dem Titel Marguerite Gachet à la Lanterne das Motiv der am Tisch sitzenden bei Lampenlicht lesenden Marguerite Gachet aus verschiedenen Ansichten darstellen. Auch der Maler und Lithograf Armand Désiré Gautier (1825–1894) malte sie mit Wasserfarben in Marguerite Gachet as a child. Ihr Bruder Paul-Louis Gachet junior war wie sein Vater Amateurmaler und stellte unter dem Pseudonym „Louis van Ryssel“ das von ihm gefertigte Gemälde Marguerite Gachet au piano beim Salon der Société des Artistes Indépendants 1908 in Paris aus.

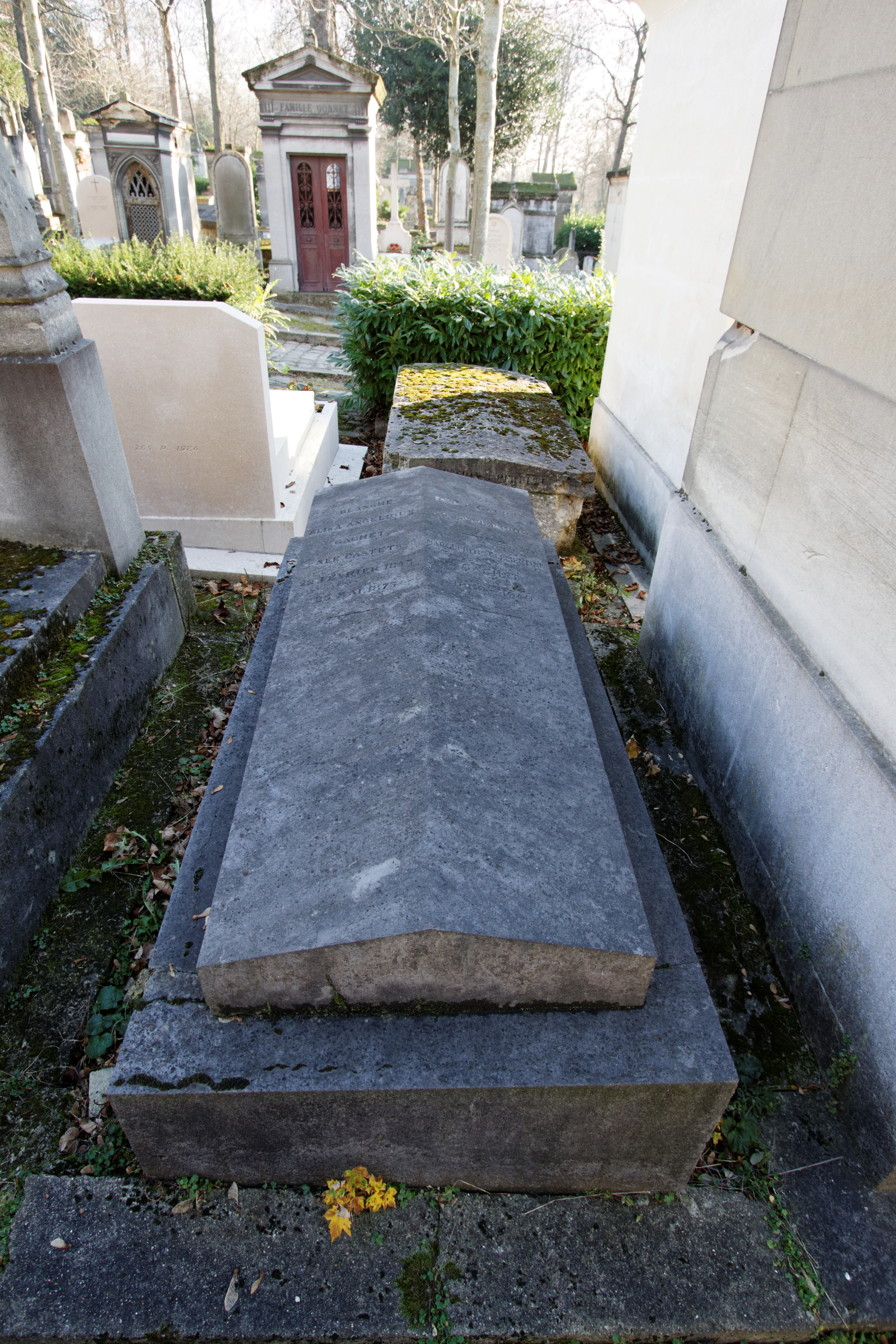
Grab, Friedhof Père-Lachaise

Marguerite Gachet und ihr Bruder erbten mit dem Tod des Vaters im Jahr 1909 seine Kunstsammlung mit wertvollen Werken, unter anderem von Cézanne und 26 Arbeiten von Van Gogh. Die Gemälde erschienen 1928 in Katalogen, befanden sich jedoch weiterhin in Privatbesitz. 1934 verkaufte Marguerite Gachet das Gemälde Marguerite Gachet au piano, das sich seit mehr als 40 Jahren im Haus befunden hatte, für 315.000 französische Franken an das Kunstmuseum Basel. Sie lebte zurückgezogen, heiratete nie und wohnte zeitlebens zusammen mit ihrem Bruder Paul Jr. und seiner Frau im Haus der Familie. Marguerite Gachet starb 1949 und wurde in der Grabstelle ihrer Eltern auf dem Friedhof Père-Lachaise beigesetzt.
Nachdem Marguerite Gachet und ihr Bruder die Gemäldesammlung dem französischen Staat überlassen hatten, wurde sie erstmals 1954 ausgestellt. Marguerite Gachets Klavier aus der Pianowerkstatt von Alphonse Juvenois ist erhalten geblieben und befindet sich im Musikinstrumentenmuseum „mim“ (Musée des Instruments de Musique) in Brüssel. Eine Vorzeichnung zu Marguerite Gachet au piano ist in der Sammlung des Rijksmuseums Amsterdam, das Gemälde selbst im Kunstmuseum Basel. Mademoiselle Gachet au jardin befindet sich im Musée d’Orsay in Paris. Die Kaltnadelradierungen Marguerite Gachet à la Lanterne von Norbert Goeneutte befinden sich in verschiedenen Museen, wie dem Van Gogh Museum in Amsterdam und dem Musée Carnavalet in Paris.
Das Leben von Marguerite Gachet wurde mehrfach in Romanen als historische Fiktion beschrieben. Alyson Richman schilderte 2006 in The Last Van Gogh die letzten 70 Tage im Leben von Van Gogh unter der Prämisse einer Liebesbeziehung mit Marguerite Gachet. Im Jahr 2016 schrieb Jean-Michel Guenassia einen historischen Roman über Van Goghs letzte Wochen aus der Sicht von Marguerite Gachet: La Valse des arbres et du ciel.